# قرار مجلس الأمن التابع للأمم المتحدة رقم 905
قرار مجلس الأمن التابع للأمم المتحدة رقم 905، المتخذ بالإجماع في 23 آذار / مارس 1994، بعد الإشارة إلى القرارات 841 (1993)، 861 (1993)، 862 (1993)، 867 (1993)، 873 (1993) و875 (1993) بشأن الحالة في هايتي، مدد المجلس ولاية بعثة الأمم المتحدة في هايتي حتى 30 يونيو 1994.
وقد انزعج المجلس من عرقلة إيفاد بعثة الأمم المتحدة في هايتي وإخفاق القوات المسلحة الهايتية في الاضطلاع بمسؤولياتها للسماح للبعثة بأداء عملها. تم التأكيد على أهمية اتفاق جزيرة غفرنرز المبرم في 3 تموز / يوليو 1993 بين رئيس هايتي والقائد العام للقوات المسلحة في هايتي، والذي عزز عودة السلام والاستقرار إلى البلد.
وأخيراً، طُلب من الأمين العام بطرس بطرس غالي تقديم تقرير إلى المجلس يقدم توصيات محددة فيما يتعلق بتكوين بعثة الأمم المتحدة في هايتي ونطاق أنشطتها.

## روابط خارجية
- نص القرار في undocs.org